# Dennis Hughes
Dennis Hughes (* 30. Januar 1937) ist ein ehemaliger englischer Snookerspieler, der zwischen 1981 und 1996 für fünfzehn Saisons Profispieler war. In dieser Zeit erreichte er das Achtelfinale des Bass and Golden Leisure Classic, die Runde der letzten 48 der Snookerweltmeisterschaft 1982 und der International Open 1983 und Rang 88 der Snookerweltrangliste.

## Karriere
In den 1970er-Jahren zog Hughes mehrfach in die letzten Runden der Qualifikation für die English Amateur Championship ein, kam nie über das Halbfinale – an dem er 1971 und 1979 teilnahm – hinaus. Zudem nahm er zweimal an der Endrunde der Pontins Spring Open teil, wobei er im Jahr 1978 im Achtel- und im Jahr 1976 im Viertelfinale ausschied. Zur Saison 1981/82 wurde Hughes Profispieler. Trotz einiger Siege, aber dank häufig früher Niederlagen während der ersten drei Profisaisons konnte sich Hughes zunächst nicht auf der Weltrangliste platzieren. Zwar verlief die Saison 1984/85 nicht unbedingt erfolgreicher als die vorherigen Saisons, doch das Saisonende bedeutete für Hughes die Platzierung auf Platz 88 der Weltrangliste. Durch eine Hauptrundenteilnahme bei der Matchroom Trophy 1985 während der nächsten Saison konnte er sich erstmal auf diesem Niveau auf der Weltrangliste halten, obgleich er sich marginal auf Platz 93 verschlechterte.
Da er aber im Laufe der folgenden zwei Spielzeiten bei den Weltranglistenturnieren stets in der Qualifikation ausschied, verschlechterte er sich auf Rang 111. Den Negativtrend konnte Hughes danach aber mit einer Verbesserung auf Platz 108 unterbrechen, denn ihm gelang während der Saison 1988/89 eine Hauptrundenteilnahme beim Classic 1989. Die nächste Saison verlief aber weniger erfolgreich, sodass sich Hughes als Testspieler an den Professional Play-offs 1990 beteiligten musste, da er auf Platz 122 abgerutscht war. Anschließend zog sich Hughes in Teilen vom Profi-Snooker zurück und bestritt nicht mehr alle Turniere; die verbleibenden Spiele verlor er zumeist. 1994 zog er sich endgültig und vollständig zurück. Abgestützt auf Platz 525, verlor er 1996 seine Spielberechtigung auf der Profitour. Dies bedeutete das Ende seiner Profikarriere, auch wenn er 1997 ein Spiel auf der zweitklassigen UK Tour bestritt.